# Słobidka-Hirczycznianśka
Słobidka-Hirczycznianśka – wieś na Ukrainie, w obwodzie chmielnickim, w rejonie dunajowieckim.